# Takahashi Shinji
Takahashi Shinji (japanisch 高橋 信次; geboren 28. Januar 1912 in Nihonmatsu (Präfektur Fukushima); gestorben 2. April 1985) war ein japanischer Mediziner mit dem Schwerpunkt Röntgendiagnose.

## Leben und Wirken
Takahashi Shinji machte 1938 seinen Studienabschluss an der Medizinischen Fakultät der Universität Tōhoku. 1941 wurde er Leiter des „Lehrbereiches für radiologische Medizin“ (放射線医学教室, Hōshasen igaku kyōshitsu) seiner Alma Mater, wobei Koga Yoshihiko (古賀 良彦; 1901–1967) sein Lehrer war. Nach verschiedenen Zwischenstationen wurde er Professor an der Universität Nagoya.
Takahashi ist bekannt für seine Entwicklung von rotierenden, vielfarbig aufzeichnenden und vergrößernden Röntgenaufnahmen. Damit wurden dreidimensionale Abbildungen des Körpers ermöglicht, die zu einer besseren Diagnose führten. Er leistete auch wichtige Beiträge zur radiologischen Diagnostik und wirkte als Präsident des „Aichi Cancer Center“ (愛知県がんセンター). Takahashi war auch in der Internationalen Strahlenschutzkommission tätig.
1977 erhielt Takahashi den Kaiserlichen Förderpreis (恩賜賞, Onshi-shō) der Akademie der Wissenschaften, 1979 wurde er als Person mit besonderen kulturellen Verdiensten geehrt und 1984 mit dem Kulturorden ausgezeichnet. 1985 verlieh ihm die Königlich Schwedische Akademie der Wissenschaften eine Goldmedaille. 